# Копидодон
Копидодон (лат. Kopidodon, от др.-греч. κοπίς «нож» и ὀδούς «зуб») — род вымерших древесных млекопитающих, внешне напоминавших белку, но относившихся к другому отряду, Cimolesta.
Копидодон был крупнейшим древесным млекопитающим эпохи эоцена в Европе. Длина тела достигала 115 см, в основном за счёт хвоста. Это животное обладало устрашающими клыками, вероятно, для защиты, так как коренные зубы были приспособлены для разжёвывания растений, а не мяса. Лапы и когти позволяли копидодону с лёгкостью лазать по деревьям, подобно современной белке. Огромный пушистый хвост позволял балансировать.
Ископаемые остатки копидодона обнаружены в Карьере Мессель, где сохранились даже отпечатки его меха.